# Mistresses
Mistresses je americký dramatický seriál, inspirovaným britským stejnojmenným seriálem z let 2008-10, který sleduje život čtyř kamarádek. Hlavními hvězdami jsou Alyssa Milano, Rochelle Aytes, Yunjin Kim a Jes Macallan. Tvůrcem seriálu je K. J. Steinberg. Seriál měl mít původně premiéru na stanici ABC 27. března 2013, ale premiéra byla posunuta na 3. června 2013.
30. září 2014 byl seriál prodloužen o třetí řadu, která měla premiéru 18. června 2015. Vysílání čtvrté řady bylo zahájeno 30. května 2016. Seriál byl ukončen po čtvrté řadě, poslední díl byl odvysílán 6. září 2016.

## Obsazení

### Hlavní role
- Alyssa Milano jako Savannah "Savi" Davis (1.-2. série); právnička, Henryho bývalá žena, starší sestra Joss
- Rochelle Aytes jako April Mallowy, vdova a svobodná matka, která vlastní obchod s nábytkem a kavárnu
- Yunjin Kim jako doktorka Karen Kim; psychiatrička, která se zapletla se svým pacientem
- Jes Macallan jako Josslyn "Joss" Carver; realitní makléřka, mladší sestra Savannah
- Jason George jako Dominic Taylor; právník, spolupracovník Savannah
- Brett Tucker jako Henry Davis; šéfkuchař a vlastník restaurace, bývalý manžel Savannah
- Erik Stocklin jako Sam Grey (1. série); syn Karenina milence
- Jennifer Esposito jako Calista Raines (3. série); kamarádka Joss
- Rob Mayes jako Mark (3. série); Harryho kolega

### Vedlejší role
- Corinne Massiah jako Lucy Malloy
- Matthew Del Negro jako Jacob
- Justin Hartley jako Scott
- Penelope Ann Miller jako Elizabeth Grey
- Cameron Bender jako Richard
- Ricky Whittle jako Daniel Zamora
- Catherine Haena Kim jako Anna Choi
- Dondre Whitfield jako Paul Malloy
- Shannyn Sossamon jako Alex
- Rebeka Montoya jako Antonia Ruiz
- Mike Dopud jako Olivier Dubois
- Kate Beahan jako Miranda Nickleby
- Jason Gerhardt jako Zack Kilmer

## Epizody
| Řada | Díly | Premiéra v USA  | Premiéra v USA |
| Řada | Díly | První díl       | Poslední díl   |
| ---- | ---- | --------------- | -------------- |
| 1    | 13   | 3. června 2013  | 9. září 2013   |
| 2    | 13   | 2. června 2014  | 1. září 2014   |
| 3    | 13   | 18. června 2015 | 3. září 2015   |
| 4    | 13   | 30. května 2016 | 6. září 2016   |

## Produkce
V únoru 2015 stanice ABC oficiálně vybrala seriál do svého letního vysílání a bylo objednáno 13 epizod. Tohle je druhý pokus o importování britského seriálu do amerických televiz9. V roce 2008 stanice Lifetime vyvíjela seriál, ale nakonec se seriál na obrazovky nedostal. V Lifetime verzi měla hrát Holly Marie Combs.
25. září 2013 byl seriál prodloužen o druhou sérii, která měla premiéru 2. června 2014. 30. září 2013 bylo oznámeno, že Alyssa Milano se již do seriálu nevrátí, protože se produkce seriálu přesunula z Los Angeles do Vancouveru. 10. února 2015 bylo oznámeno, že herečka Jennifer Esposito se připojí k seriálu jako Calista Raines.

## Vysílání
3. června 2013 měl seriál premiéru na kanadské stanici CTV. 25. července 2013 seriál začala vysílat stanice TLC v Britském království. V Austrálii měl seriál premiéru 30. září 2013 na stanici Seven Network.